# Patrick Vollrath

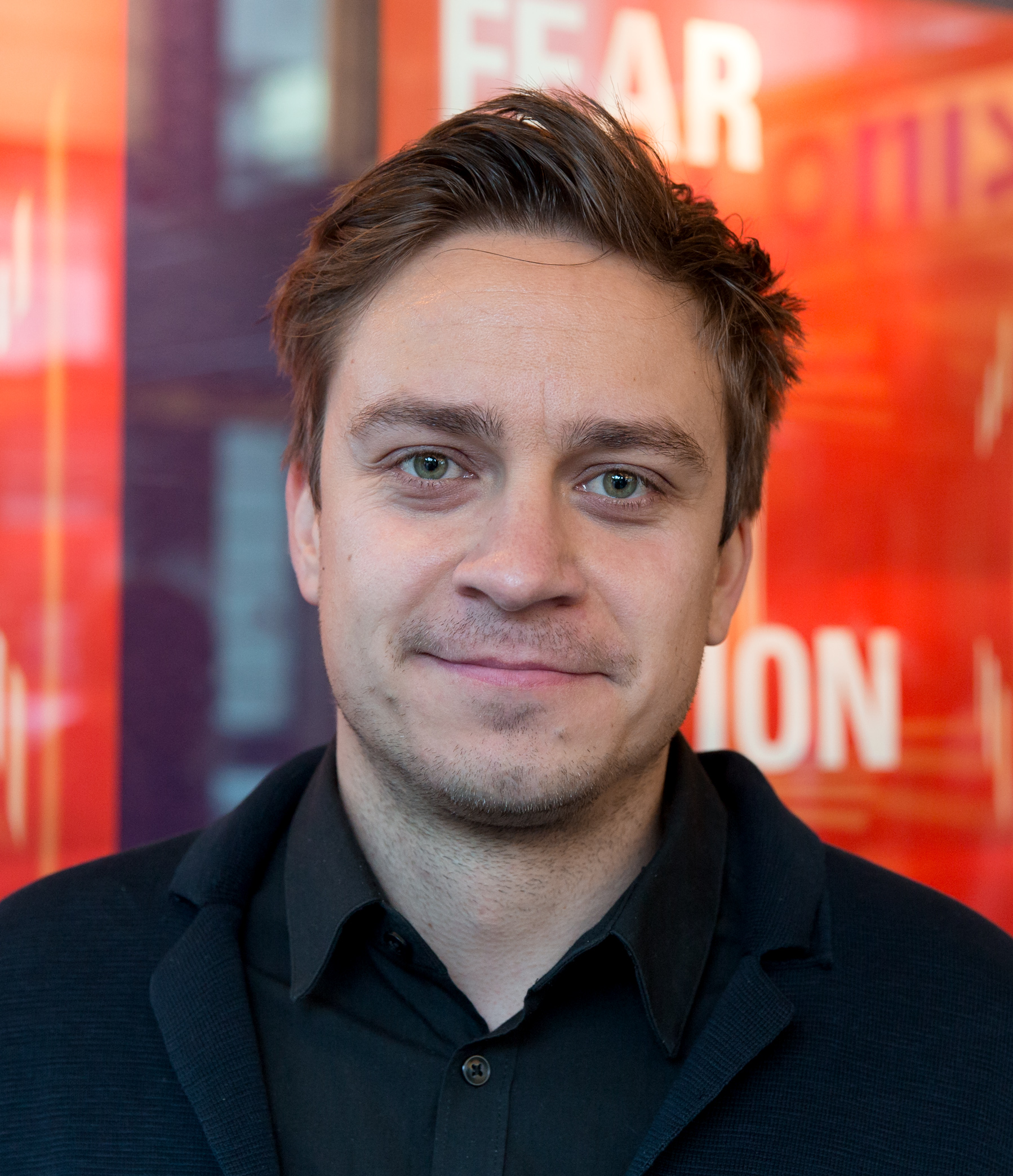
Patrick Vollrath, 2016

Patrick Vollrath (* 16. Februar 1985 in Osterode am Harz) ist ein deutscher Drehbuchautor und Filmregisseur. 2016 wurde Vollrath für seinen Kurzfilm Alles wird gut für einen Oscar nominiert.

## Leben
Vollrath wuchs in Eisdorf am Harz auf und besuchte das Tilman-Riemenschneider-Gymnasium in Osterode am Harz. Von 2005 bis 2008 wurde Vollrath bei ARRI Film & TV in München zum Film- und Videoeditor ausgebildet. 2008 begann Vollrath ein Bachelor-Studium Regie an der Filmakademie Wien, wo er u. a. beim bekannten österreichischen Filmregisseur und Drehbuchautor  Michael Haneke studierte. Dieser begleitete Vollrath sein ganzes Studium und war eine große Inspiration für seine Arbeit. 2015 schloss Vollrath sein Studium ab. Seine Abschlussarbeit war der Film Alles wird gut.

## Karriere
2011 und 2013 beteiligte sich Vollrath im Rahmen des Cannes Lions International Festival of Creativity am Wettbewerb der Young Lions. 2013 war er Teilnehmer beim Talent Campus der Berlinale. 2015 stellte Vollrath seinen Film Alles wird gut im Rahmen des Kurzfilm-Wettbewerbes in Cannes vor. Im Jahr 2016 wurde Vollrath für seinen Abschlussfilm in der Kategorie Bester Kurzfilm für einen Oscar nominiert, nachdem er bereits im September 2015 für den Film den Student Academy Award in Bronze, genannt Studentenoscar, erhalten hatte. Sein Langfilmdebüt gab Vollrath mit dem Thriller 7500, der im August 2019 auf dem Locarno Festival gezeigt wurde.

## Filmografie
- 2009: C’est la Wien (Kurzfilm, Drehbuch und Regie)
- 2010: Sleeping Perv Is World Famous for 5 Minutes (Kurzfilm, Drehbuch und Regie)
- 2011: Gradska Deca (Kurzfilm, Drehbuch und Regie)
- 2013: Ketchup Kid (Kurzfilm, Drehbuch und Regie)
- 2014: Die Jacke (Kurzfilm, Drehbuch und Regie)
- 2014: Hinter der Tür (Kurzfilm, Drehbuch und Regie)
- 2015: Alles wird gut (Kurzfilm, Drehbuch und Regie)
- 2019: 7500 (Drehbuch und Regie)
- 2022: Strafe – Das Seehaus (Drehbuch und Regie)

## Auszeichnungen (Auswahl)

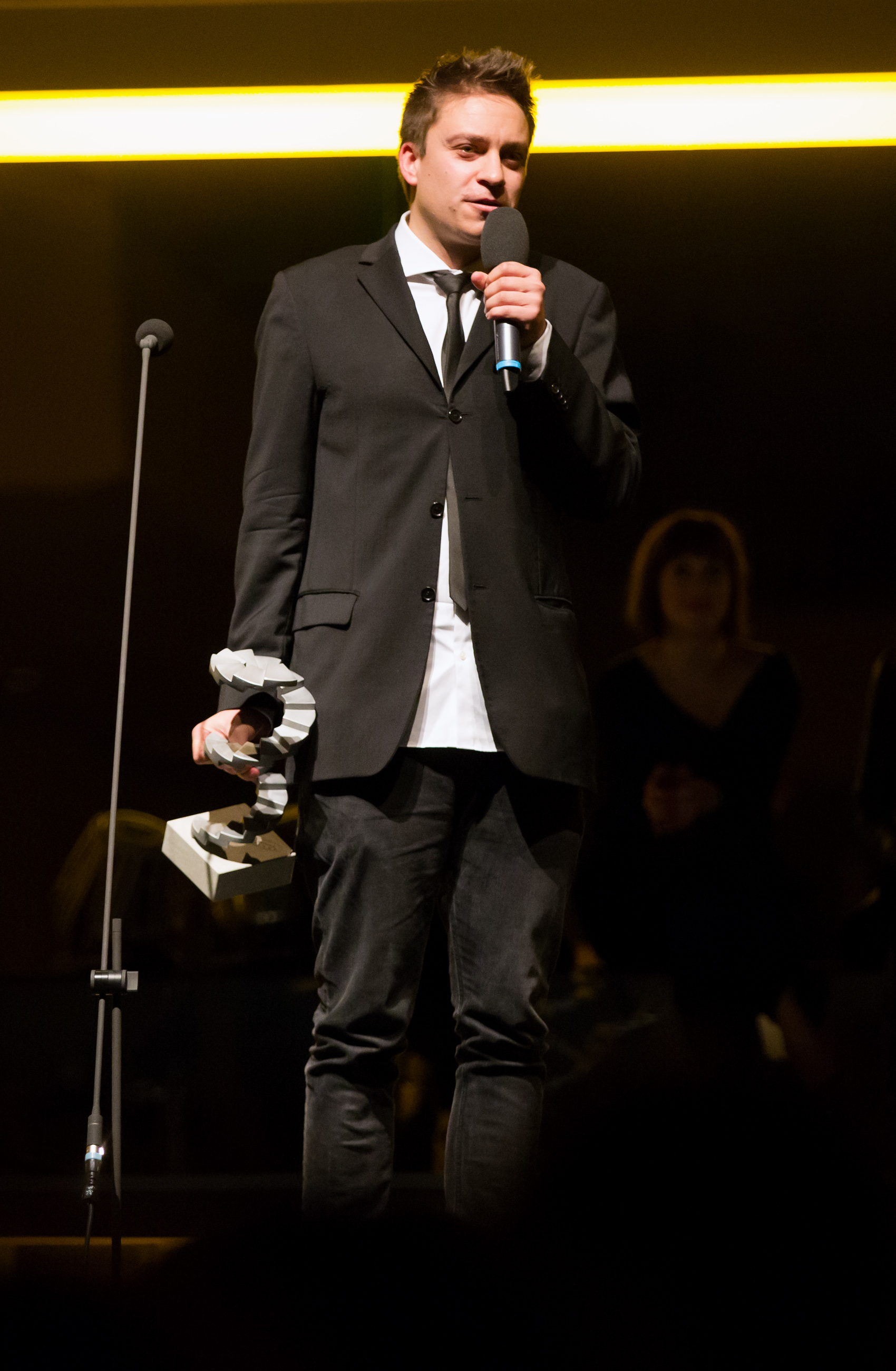
Patrick Vollrath mit dem Österreichischen Filmpreis 2016

Internationale Filmfestspiele von Cannes
- 2015: Ausgezeichnet als neues Talent in der Kategorie Kurzfilme für Alles wird gut
- 2015: Nominierung für den Discovery Award für Alles wird gut[10]

Filmfestival Max Ophüls Preis
- 2015: Ausgezeichnet für den Besten mittellangen Film (Alles wird gut)[11]
- 2015: Nominierung in der Kategorie Bester Kurzfilm (Die Jacke)

Student Academy Awards
- 2015: Ausgezeichnet mit dem Student Academy Award in Bronze für Alles wird gut[12]

Oscar
- 2016: Nominierung in der Kategorie Bester Kurzfilm für Alles wird gut

Österreichischer Filmpreis
- 2016: Ausgezeichnet in der Kategorie Bester Kurzfilm für Alles wird gut[1]
- 2021: Ausgezeichnet in der Kategorie Bestes Drehbuch für 7500 (gemeinsam mit Senad Halilbašić)